# Massereene Barracks-angrebet 2009
Massereene Barracks-angrebet fandt sted 7. marts 2009, da to britiske soldater fra det 38. ingeniørregiment under Royal Engineers blev skudt og dræbt ved Massereene Barracks ved i Antrim i Nordirland. To andre soldater og to civile pizzabude blev også skudt og sårede under angrebet. Den irske republikanske gruppe Real IRA tog ansvaret for angrebet.

## Angrebet
Angrebet fandt sted søndag aften den 7. marts kl. 21.40 lokaltid, da fire britiske soldater befandt sig uden for deres forlægning og var ved at modtage en levering af pizzaer fra to pizzabude. Under udvekslingen faldt soldaterne i baghold og to mænd skød med automatrifler fra en bil (en grøn Vauxhall Cavalier) der var parkeret tæt på.To soldater,-  Mark Quinsey og Cengiz Azimkar - blev dræbt og fire andre, to soldater og de to pizzabude blev såret under skudvekslingen. Efter den første skudveksling gik de to terrorister hen til deres ofre og åbnede skud igen. Fem timer senere blev den grønne Vauxhall Cavalier fundet forladt nær ved Randalstown, 13 km fra forlægningen.
Soldaternes død er de første militære tab siden  Lance Bombardier Stephen Restorick blev skudt i Februar 1997 af IRA. Angrebet kom efter at Nordirlands politichef Sir Hugh Orde havde advaret om, at  muligheden for terrorangreb var på det højeste niveau I flere år.

## Andre episoder
I Januar 2009 var sikkerhedsstyrker nødt til at afmontere en bombe ved Castlewellan, medens der I 2008 var to forsøg fra Irske separatister på at myrde politibetjente i Derry og Dungannon, County Tyrone.